# Walker (serie de televisión)
Walker es una serie de televisión estadounidense de acción para The CW. Es un reinicio de la serie de televisión Walker, Texas Ranger que se emitió de 1993 a 2001. La serie fue ordenada en enero de 2020 y es protagonizada por Jared Padalecki en el papel titular. Se estrenó el 21 de enero de 2021.
El 3 de febrero de 2021, la serie fue renovada para una segunda temporada que se estrenó el 28 de octubre de 2021. En marzo de 2022, la serie fue renovada para una tercera temporada que se estrenó el 6 de octubre de 2022. En mayo de 2023, la serie fue renovada para una cuarta temporada que se estrenó el 3 de abril de 2024. En mayo de 2024, la serie fue cancelada tras cuatro temporadas.

## Elenco y personajes

### Principales
- Jared Padalecki como Cordell Walker: un legendario Ranger de Texas que acaba de regresar a casa tras una larga misión encubierta.
- Lindsey Morgan como Micki Ramirez (temporadas 1-2): la nueva compañera de Cordell en los Rangers de Texas.
- Molly Hagan como Abeline Walker: la madre de Cordell y Liam.
- Keegan Allen como Liam Walker: el hermano de Cordell.
- Violet Brinson como Stella Walker: la hija de 16 años de Cordell.
- Kale Culley como August Walker: el hijo de 14 años de Cordell.
- Coby Bell como Capitán Larry James: el antiguo compañero de Cordell que ahora es su jefe.
- Jeff Pierre como Trey Barnett: el novio médico del ejército de Micki.
- Mitch Pileggi como Bonham Walker: el padre de Cordell y Liam.
- Odette Annable como Geraldine "Geri" Broussard (temporada 2-; recurrente, temporada 1): una vieja amiga de Walker y Emily que dirige un bar.
- Ashley Reyes como Cassie Perez (temporada 2-): una Ranger de Texas de Dallas que se convierte en la nueva compañera de Walker.

### Recurrentes
- Genevieve Padalecki como Emily Walker: la difunta esposa de Cordell y la madre de Stella y August.
- Odette Annable como Geraldine «Geri» Broussard: una vieja amiga de Walker y Emily.
- Chris Labadie como Jordan: un exconvicto empleado por un negocio turbio.
- Alex Landi como Bret: el prometido de Liam.
- Gabriela Flores como Isabel «Bel» Muñoz: la mejor amiga de Stella, de una familia de inmigrantes indocumentados.
- Karina Domínguez como Alma Muñoz: la madre de Bel que es una inmigrante indocumentada.
- Ricky Catter como Lorenzo Muñoz: el padre de Bel que es un inmigrante indocumentado.
- Rebekah Graf como Crystal
- Madelyn Kientz como Ruby: la amiga de August.
- Alex Meneses como Dra. Adriana Ramirez: la madre de Micki que es psiquiatra.

## Episodios

### Temporadas
| Temporada | Temporada | Episodios | Episodios | Emisión original      | Emisión original     |
| Temporada | Temporada | Episodios | Episodios | Primera emisión       | Última emisión       |
| --------- | --------- | --------- | --------- | --------------------- | -------------------- |
|           | 1         | 18        | 18        | 21 de enero de 2021   | 12 de agosto de 2021 |
|           | 2         | 20        | 20        | 28 de octubre de 2021 | 23 de junio de 2022  |
|           | 3         | 18        | 18        | 6 de octubre de 2022  | 11 de mayo de 2023   |
|           | 4         | 13        | 13        | 3 de abril de 2024    | 26 de junio de 2024  |

### Primera temporada (2021)
| N.º en serie | N.º en temp. | Título                       | Dirigido por        | Escrito por                                                                | Fecha de emisión original | Audiencia (millones) |
| ------------ | ------------ | ---------------------------- | ------------------- | -------------------------------------------------------------------------- | ------------------------- | -------------------- |
| 1            | 1            | «Pilot»                      | Jessica Yu          | Anna Fricke                                                                | 21 de enero de 2021       | 2,44                 |
| 2            | 2            | «Back in the Saddle»         | Steve Robin         | Anna Fricke                                                                | 28 de enero de 2021       | 2,11                 |
| 3            | 3            | «Bobble Head»                | Randy Zisk          | Seamus Kevin Fahey                                                         | 4 de febrero de 2021      | 1,86                 |
| 4            | 4            | «Don't Fence Me In»          | John T. Kretchmer   | April Fitzsimmons                                                          | 11 de febrero de 2021     | 1,73                 |
| 5            | 5            | «Duke»                       | Steve Robin         | Bret VandenBos y Brandon Willer                                            | 18 de febrero de 2021     | 1,68                 |
| 6            | 6            | «Bar None»                   | Amyn Kaderali       | Casey Fisher y Paula Sabbaga                                               | 11 de marzo de 2021       | 1,33                 |
| 7            | 7            | «Tracks»                     | Bola Ogun           | Casey Fisher y Paula Sabbaga                                               | 18 de marzo de 2021       | 1,45                 |
| 8            | 8            | «Fine is a Four Letter Word» | Stacey K. Black     | Katherine Alyse                                                            | 8 de abril de 2021        | 1,03                 |
| 9            | 9            | «Rule Number 17»             | Steve Robin         | Bret VandenBos y Brandon Willer                                            | 15 de abril de 2021       | 1,14                 |
| 10           | 10           | «Encore»                     | Stacey K. Black     | Blythe Ann Johnson                                                         | 6 de mayo de 2021         | 0,98                 |
| 11           | 11           | «Freedom»                    | Alex Pillai         | Geri Carillo                                                               | 13 de mayo de 2021        | 0,90                 |
| 12           | 12           | «A Tale of Two Families»     | Steve Robin         | Guion de: Seamus Kevin Fahey y Anna Fricke Historia de: Seamus Kevin Fahey | 20 de mayo de 2021        | 1,00                 |
| 13           | 13           | «Defend the Ranch»           | Alex Pillai         | Guion de: Seamus Kevin Fahey y Anna Fricke Historia de: Seamus Kevin Fahey | 10 de junio de 2021       | 1,03                 |
| 14           | 14           | «Trips»                      | Diana Valentine     | Casey Fisher                                                               | 17 de junio de 2021       | 0,99                 |
| 15           | 15           | «Four Stones in Hand»        | Tessa Blake         | Paula Sabbaga                                                              | 24 de junio de 2021       | 1,08                 |
| 16           | 16           | «Bad Apples»                 | Joel Novoa          | Aaron Carew                                                                | 15 de julio de 2021       | 0,96                 |
| 17           | 17           | «Dig»                        | Richard Speight Jr. | Seamus Kevin Fahey y Anna Fricke                                           | 22 de julio de 2021       | 1,15                 |
| 18           | 18           | «Drive»                      | Steve Robin         | Seamus Kevin Fahey y Anna Fricke                                           | 12 de agosto de 2021      | 1,10                 |

### Segunda temporada (2021–22)
| N.º en serie | N.º en temp. | Título                       | Dirigido por                | Escrito por                                                                                                | Fecha de emisión original | Audiencia (millones) |
| ------------ | ------------ | ---------------------------- | --------------------------- | --- | ------------------------- | -------------------- |
| 19           | 1            | «They Started It»            | Steve Robin                 | Seamus Kevin Fahey y Anna Fricke                                                                           | 28 de octubre de 2021     | 0,95                 |
| 20           | 2            | «The One Who Got Away»       | Richard Speight Jr.         | Seamus Kevin Fahey y Anna Fricke                                                                           | 4 de noviembre de 2021    | 1,02                 |
| 21           | 3            | «Barn Burner»                | Joel Novoa                  | Arron Carew y Blythe Ann Johnson                                                                           | 11 de noviembre de 2021   | 0,87                 |
| 22           | 4            | «It's Not What You Think»    | Jackie Tejada               | Casey Fisher                                                                                               | 18 de noviembre de 2021   | 0,85                 |
| 23           | 5            | «Partners and Third Wheels»  | Aprill Winney               | Geri Carillo                                                                                               | 2 de diciembre de 2021    | 0,93                 |
| 24           | 6            | «Douglas Fir»                | Steve Robin                 | Bret VandenBos y Brandon Willer                                                                            | 9 de diciembre de 2021    | 0,98                 |
| 25           | 7            | «Where Do We Go From Here»   | Amyn Kaderali               | Anna Fricke y Katherine Alyse                                                                              | 13 de enero de 2022       | 0,99                 |
| 26           | 8            | «Two Points for Honesty»     | Bosede Williams             | Blythe Ann Johnson                                                                                         | 20 de enero de 2022       | 1,09                 |
| 27           | 9            | «Sucker Punch»               | Amyn Kaderali               | Aaron Carew                                                                                                | 27 de enero de 2022       | 1,04                 |
| 28           | 10           | «Nudge»                      | Steve Robin                 | Seamus Kevin Fahey y Casey Fisher                                                                          | 3 de marzo de 2022        | 0,90                 |
| 29           | 11           | «Boundaries»                 | David McWhirter             | Geri Carillo                                                                                               | 10 de marzo de 2022       | 0,85                 |
| 30           | 12           | «Common Ground»              | Charissa Sanjarernsuithikul | Maya Vyas                                                                                                  | 31 de marzo de 2022       | 0,96                 |
| 31           | 13           | «One Good Thing»             | Ben Hernandez Bray          | Bret VandenBos y Brandon Willer                                                                            | 7 de abril de 2022        | 0,91                 |
| 32           | 14           | «No Such Thing As Fair Play» | Jensen Ackles               | Katherine Alyse                                                                                            | 14 de abril de 2022       | 0,85                 |
| 33           | 15           | «Bygones»                    | Phil Hardage                | David James                                                                                                | 28 de abril de 2022       | 0,70                 |
| 34           | 16           | «Champagne Problems»         | Kelli Williams              | Casey Fisher y Blythe Ann Johnson                                                                          | 5 de mayo de 2022         | 0,67                 |
| 35           | 17           | «Torn»                       | America Young               | Aaron Carew                                                                                                | 2 de junio de 2022        | 0,87                 |
| 36           | 18           | «Search and Rescue»          | Austin Nichols              | Guion de: Bret VandenBos y Brandon Willer Historia de: Seamus Kevin Fahey, Bret VandenBos y Brandon Willer | 9 de junio de 2022        | 0,90                 |
| 37           | 19           | «A Matter of Miles»          | Tessa Blake                 | Aaron Carew y Anna Fricke                                                                                  | 16 de junio de 2022       | 0,88                 |
| 38           | 20           | «Something's Missing»        | Steve Robin                 | Seamus Kevin Fahey y Anna Fricke                                                                           | 23 de junio de 2022       | 0,84                 |

### Tercera temporada (2022–23)
| N.º en serie | N.º en temp. | Título                                     | Dirigido por         | Escrito por                                                         | Fecha de emisión original | Audiencia (millones) |
| ------------ | ------------ | ------------------------------------------ | -------------------- | ------------------------------------------------------------------- | ------------------------- | -------------------- |
| 39           | 1            | «World on a String»                        | Steve Robin          | Guion de: Anna Fricke Historia de: Seamus Kevin Fahey y Anna Fricke | 6 de octubre de 2022      | 0,76                 |
| 40           | 2            | «Sittin' on a Rainbow»                     | Austin Nichols       | Aaron Carew                                                         | 13 de octubre de 2022     | 0,67                 |
| 41           | 3            | «Rubber Meets the Road»                    | April Winney         | Bret VandenBos y Brandon Willer                                     | 20 de octubre de 2022     | 0,69                 |
| 42           | 4            | «Wild Horses Couldn't Drag Me Away»        | Chad Dashnaw         | Russell Friend                                                      | 27 de octubre de 2022     | 0,80                 |
| 43           | 5            | «Mum's the Word»                           | Stephanie Martin     | Blythe Ann Johnson                                                  | 3 de noviembre de 2022    | 0,74                 |
| 44           | 6            | «Something There That Wasn't There Before» | Peter Kowalski       | Geri Carillo y Casey Fisher                                         | 10 de noviembre de 2022   | 0,77                 |
| 45           | 7            | «Just Desserts»                            | Steve Robin          | Anna Fricke, Bret VandenBos y Brandon Willer                        | 17 de noviembre de 2022   | 0,80                 |
| 46           | 8            | «Cry Uncle»                                | America Young        | Aaron Carew                                                         | 12 de enero de 2023       | 0,74                 |
| 47           | 9            | «Buffering»                                | Lauren Petzke        | Maya Vyas                                                           | 19 de enero de 2023       | 0,76                 |
| 48           | 10           | «Blinded by the Light»                     | Kevin Berlandi       | Russel Friend                                                       | 26 de enero de 2023       | 0,76                 |
| 49           | 11           | «Past Is Prologue»                         | Clara Aranovich      | Blythe Ann Johnson                                                  | 16 de febrero de 2023     | 0,82                 |
| 50           | 12           | «Best Laid Plans»                          | Paul Hunziker        | Geri Carillo                                                        | 23 de febrero de 2023     | 0,67                 |
| 51           | 13           | «The Deserters»                            | Steve Robin          | Casey Fisher                                                        | 2 de marzo de 2023        | 0,62                 |
| 52           | 14           | «False Flag Part One»                      | Richard Speight, Jr. | David James                                                         | 23 de marzo de 2023       | 0,67                 |
| 53           | 15           | «False Flag Part Two»                      | David McWhirter      | Bret VandenBos y Brandon Wille                                      | 30 de marzo de 2023       | 0,60                 |
| 54           | 16           | «Daddy Was A Bank Robber»                  | Amyn Kaderali        | Eddy Hewitt Jr.                                                     | 27 de abril de 2023       | 0,54                 |
| 55           | 17           | «It Writes Itself»                         | Joel Novoa           | Aaron Carew                                                         | 4 de mayo de 2023         | 0,51                 |
| 56           | 18           | «It's a Nice Day for a Ranger Wedding»     | Steve Robin          | Anna Fricke y Russel Friend                                         | 11 de mayo de 2023        | 0,50                 |

### Cuarta temporada (2024)
| N.º en serie | N.º en temp. | Título                                 | Dirigido por       | Escrito por                      | Fecha de emisión original | Audiencia (millones) |
| ------------ | ------------ | -------------------------------------- | ------------------ | -------------------------------- | ------------------------- | -------------------- |
| 57           | 1            | «The Quiet»                            | Steve Robin        | Bret VandenBos y Brandon Willer  | 3 de abril de 2024        | 0,49                 |
| 58           | 2            | «Maybe it's Maybelline»                | Steve Robin        | Aaren Carew                      | 10 de abril de 2024       | 0,60                 |
| 59           | 3            | «Lessons From the Gift Shop»           | Ben Hernandez Bray | Blythe Ann Johnson               | 17 de abril de 2024       | 0,51                 |
| 60           | 4            | «Insane B.S. and Bloodshed»            | Ben Hernandez Bray | Casey Fisher                     | 24 de abril de 2024       | 0,55                 |
| 61           | 5            | «We've Been Here Before»               | Bola Ogun          | Geri Carillo                     | 1 de mayo de 2024         | 0,46                 |
| 62           | 6            | «We All Fall Down»                     | Bola Ogun          | Bret VandenBos y Brandon Miller  | 8 de mayo de 2024         | 0,38                 |
| 63           | 7            | «Hold Me Now»                          | Stephanie Martin   | Carey Fisher y Russel Friend     | 15 de mayo de 2024        | 0,47                 |
| 64           | 8            | «Witt's End»                           | Stephanie Martin   | Aaron Carew                      | 22 de mayo de 2024        | 0,36                 |
| 65           | 9            | «A History of Horrors and Other Tales» | Phil Hardage       | Blythe Ann Johnson               | 29 de mayo de 2024        | 0,57                 |
| 66           | 10           | «End This Way»                         | Chad Dashnaw       | David James                      | 5 de junio de 2024        | 0,56                 |
| 67           | 11           | «Let's Go, Lets Go»                    | Anna Fricke        | Anna Fricke                      | 12 de junio de 2024       | 0,50                 |
| 68           | 12           | «Letting Go»                           | Steve Robin        | Casey Fisher y Russel Friend     | 19 de junio de 2024       | 0,56                 |
| 69           | 13           | «See You Sometime»                     | Steve Robin        | Anna Fricke y Blythe Ann Johnson | 26 de junio de 2024       | 0,55                 |

## Producción

### Desarrollo
En septiembre de 2019, se anunció que se estaba desarrollando un reinicio de Walker, Texas Ranger, protagonizado por Jared Padalecki. En octubre de 2019, The CW recogió el proyecto para su programa de desarrollo de 2020-2021. En enero de 2020, se anunció que The CW había ordenado el proyecto directamente para una serie, sin pasar por un piloto de televisión, y se titularía Walker. La serie es escrita por Anna Fricke, quien también se espera que sea productora ejecutiva junto a Dan Lin, Lindsey Liberatore y Padalecki. Las empresas productoras involucradas con la serie que estaban programadas fueron CBS Television Studios y Rideback. En mayo de 2020, se informó que la serie se estrenaría en enero de 2021. El 3 de febrero de 2021, The CW le dio a la serie 5 episodios adicionales para la primera temporada, haciendo un total de 18, y renovó la serie para una segunda temporada. El 22 de marzo de 2022, The CW renovó la serie para una tercera temporada. El 9 de mayo de 2023, The CW renovó la serie para una cuarta temporada. El 21 de mayo de 2024, The CW canceló la serie tras cuatro temporadas.

### Casting
El 5 de febrero de 2020, se anunció que Lindsey Morgan se había unido a Walker en el papel de Micki, la nueva compañera de Walker en los Rangers de Texas. El mismo mes, Keegan Allen fue elegido para el papel del hermano de Walker, Liam; mientras que Mitch Pileggi y Molly Hagan fueron elegidos como el padre y la madre de Walker, Bonham y Abeline, respectivamente. El 28 de febrero de 2020, se anunció que Coby Bell se había unido a la serie, interpretando el papel del Capitán Larry James. El 4 de marzo de 2020, Jeff Pierre fue elegido en un papel principal. El 12 de marzo de 2020, Violet Brinson y Kale Culley se unieron al elenco principal. El 14 de septiembre de 2020, Genevieve Padalecki, la esposa de Jared Padalecki, fue elegida para un papel recurrente. El 30 de octubre de 2020, Odette Annable fue elegida para un papel recurrente. En noviembre de 2020, Chris Labadie y Alex Landi se unieron al reparto en papeles recurrentes. El 4 de diciembre de 2020, Gabriela Flores fue elegida para un papel recurrente. El 7 de enero de 2021, Rebekah Graf se unió al elenco recurrente. El 19 de febrero de 2021, Alex Meneses fue elegida para un papel recurrente. El 29 de abril de 2021, se anunció que Odette Annable sería ascendida al elenco principal en la segunda temporada. El 31 de agosto de 2021, Dave Annable se unió al elenco recurrente de la segunda temporada. El 22 de octubre de 2021, se anunció que Mason Thames fue elegido para un papel recurrente, interpretando a Walker en su adolescencia. Jalen Thomas Brooks fue elegido para el papel de Colton Davidson.

## Emisión
El estreno de Walker se programó para enero de 2021 como parte de la temporada de televisión 2020-21 de The CW. La primera temporada se estrenó el 21 de enero de 2021 y finalizó el 12 de agosto de 2021, contando con 18 episodios. La segunda temporada se estrenó el 28 de octubre de 2021. La tercera temporada se estrenó el 6 de octubre de 2022. La cuarta temporada se estrenó el 3 de abril de 2024.

## Serie precuela
En diciembre de 2021, se informó que una serie precuela titulada, Walker: Independence, se estaba desarrollando en The CW con Jared Padalecki como productor ejecutivo y Anna Fricke como showrunner. En mayo de 2022, The CW ordenó la serie para un estreno en otoño. La serie se estrenó el 6 de octubre de 2022.

## Recepción

### Respuesta crítica
El sitio del agregador de reseñas Rotten Tomatoes informó de un índice de aprobación del 27%, basándose en 15 reseñas con una calificación media de 4,75/10. El consenso crítico del sitio dice: «A pesar de unas interpretaciones decentes, la anodina narración de Walker y su limitada acción no logran llenar las botas patea traseros de su homónimo». En Metacritic, tiene una puntuación media de 51 sobre 100 basada en 8 reseñas de críticos, lo que indica «reseñas mixtas o medias».

### Audiencias

#### Primera temporada
| N.º | Título                       | Fecha de emisión      | ÍA (18–49) | Audiencia (millones) | DVR (18–49) | Audiencia DVR (millones) | Total (18–49) | Audiencia total (millones) |
| --- | ---------------------------- | --------------------- | ---------- | -------------------- | ----------- | ------------------------ | ------------- | -------------------------- |
| 1   | «Pilot»                      | 21 de enero de 2021   | 0,4        | 2,44                 | 0,3         | 1,27                     | 0,7           | 3,71                       |
| 2   | «Back in the Saddle»         | 28 de enero de 2021   | 0,3        | 2,11                 | —           | —                        | —             | —                          |
| 3   | «Bobble Head»                | 4 de febrero de 2021  | 0,3        | 1,86                 | —           | —                        | —             | —                          |
| 4   | «Don't Fence Me In»          | 11 de febrero de 2021 | 0,2        | 1,73                 | 0,3         | 1,18                     | 0,5           | 2,91                       |
| 5   | «Duke»                       | 18 de febrero de 2021 | 0,2        | 1,68                 | 0,3         | 1,15                     | 0,5           | 2,82                       |
| 6   | «Bar None»                   | 11 de marzo de 2021   | 0,3        | 1,33                 | 0,3         | 1,09                     | 0,6           | 2,43                       |
| 7   | «Tracks»                     | 18 de marzo de 2021   | 0,3        | 1,45                 | —           | —                        | —             | —                          |
| 8   | «Fine is a Four Letter Word» | 8 de abril de 2021    | 0,2        | 1,03                 | 0,3         | 1,08                     | 0,5           | 2,11                       |
| 9   | «Rule Number 17»             | 15 de abril de 2021   | 0,2        | 1,14                 | —           | —                        | —             | —                          |
| 10  | «Encore»                     | 6 de mayo de 2021     | 0,1        | 0,98                 | 0,2         | 0,86                     | 0,3           | 1,84                       |
| 11  | «Freedom»                    | 13 de mayo de 2021    | 0,1        | 0,90                 | 0,2         | 0,88                     | 0,3           | 1,78                       |
| 12  | «A Tale of Two Families»     | 20 de mayo de 2021    | 0,2        | 1,00                 | 0,2         | 0,82                     | 0,4           | 1,82                       |
| 13  | «Defend the Ranch»           | 10 de junio de 2021   | 0,2        | 1,03                 | 0,2         | 0,84                     | 0,4           | 1,86                       |
| 14  | «Trips»                      | 17 de junio de 2021   | 0,1        | 0,99                 | 0,2         | 0,80                     | 0,3           | 1,78                       |
| 15  | «Four Stones in Hand»        | 24 de junio de 2021   | 0,2        | 1,08                 | 0,2         | 0,84                     | 0,4           | 1,93                       |
| 16  | «Bad Apples»                 | 15 de julio de 2021   | 0,1        | 0,96                 | 0,1         | 0,74                     | 0,3           | 1,71                       |
| 17  | «Dig»                        | 22 de julio de 2021   | 0,2        | 1,15                 | 0,2         | 0,84                     | 0,3           | 1,98                       |
| 18  | «Drive»                      | 12 de agosto de 2021  | 0,1        | 1,10                 | 0,1         | 0,76                     | 0,3           | 1,86                       |

#### Segunda temporada
| N.º | Título                       | Fecha de emisión        | ÍA (18–49) | Audiencia (millones) | DVR (18–49) | Audiencia DVR (millones) | Total (18–49) | Audiencia total (millones) |
| --- | ---------------------------- | ----------------------- | ---------- | -------------------- | ----------- | ------------------------ | ------------- | -------------------------- |
| 1   | «They Started It»            | 28 de octubre de 2021   | 0,1        | 0,95                 | —           | —                        | —             | —                          |
| 2   | «The One Who Got Away»       | 4 de noviembre de 2021  | 0,1        | 1,02                 | —           | —                        | —             | —                          |
| 3   | «Barn Burner»                | 11 de noviembre de 2021 | 0,1        | 0,87                 | —           | —                        | —             | —                          |
| 4   | «It's Not What You Think»    | 18 de noviembre de 2021 | 0,1        | 0,85                 | 0,1         | 0,80                     | 0,2           | 1,65                       |
| 5   | «Partners and Third Wheels»  | 2 de diciembre de 2021  | 0,1        | 0,93                 | 0,1         | 0,87                     | 0,3           | 1,80                       |
| 6   | «Douglas Fir»                | 9 de diciembre de 2021  | 0,2        | 0,98                 | 0,1         | 0,71                     | 0,3           | 1,69                       |
| 7   | «Where Do We Go From Here»   | 13 de enero de 2022     | 0,1        | 0,99                 | —           | —                        | —             | —                          |
| 8   | «Two Points for Honesty»     | 20 de enero de 2022     | 0,1        | 1,09                 | —           | —                        | —             | —                          |
| 9   | «Sucker Punch»               | 27 de enero de 2022     | 0,1        | 1,04                 | —           | —                        | —             | —                          |
| 10  | «Nudge»                      | 3 de marzo de 2022      | 0,1        | 0,90                 | —           | —                        | —             | —                          |
| 11  | «Boundaries»                 | 10 de marzo de 2022     | 0,1        | 0,85                 | 0,1         | 0,76                     | 0,2           | 1,61                       |
| 12  | «Common Ground»              | 31 de marzo de 2022     | 0,1        | 0,96                 | 0,1         | 0,64                     | 0,2           | 1,60                       |
| 13  | «One Good Thing»             | 7 de abril de 2022      | 0,1        | 0,91                 | 0,1         | 0,71                     | 0,2           | 1,61                       |
| 14  | «No Such Thing As Fair Play» | 14 de abril de 2022     | 0,1        | 0,85                 | 0,1         | 0,70                     | 0,2           | 1,56                       |
| 15  | «Bygones»                    | 28 de abril de 2022     | 0,1        | 0,70                 | —           | —                        | —             | —                          |
| 16  | «Champagne Problems»         | 5 de mayo de 2022       | 0,1        | 0,67                 | —           | —                        | —             | —                          |
| 17  | «Torn»                       | 2 de junio de 2022      | 0,1        | 0,87                 | —           | —                        | —             | —                          |
| 18  | «Search and Rescue»          | 9 de junio de 2022      | 0,1        | 0,90                 | —           | —                        | —             | —                          |
| 19  | «A Matter of Miles»          | 16 de junio de 2022     | 0,1        | 0,88                 | —           | —                        | —             | —                          |
| 20  | «Something's Missing»        | 23 de junio de 2022     | 0,1        | 0,84                 | —           | —                        | —             | —                          |

#### Tercera temporada
| N.º | Título                                     | Fecha de emisión        | ÍA (18–49) | Audiencia (millones) | DVR (18–49) | Audiencia DVR (millones) | Total (18–49) | Audiencia total (millones) |
| --- | ------------------------------------------ | ----------------------- | ---------- | -------------------- | ----------- | ------------------------ | ------------- | -------------------------- |
| 1   | «World on a String»                        | 6 de octubre de 2022    | 0,1        | 0,76                 | 0,1         | 0,63                     | 0,1           | 1,39                       |
| 2   | «Sittin' on a Rainbow»                     | 13 de octubre de 2022   | 0,1        | 0,67                 | 0,1         | 0,61                     | 0,1           | 1,28                       |
| 3   | «Rubber Meets the Road»                    | 20 de octubre de 2022   | 0,1        | 0,69                 | 0,1         | 0,67                     | 0,2           | 1,36                       |
| 4   | «Wild Horses Couldn't Drag Me Away»        | 27 de octubre de 2022   | 0,1        | 0,80                 | 0,1         | 0,62                     | 0,1           | 1,42                       |
| 5   | «Mum's the Word»                           | 3 de noviembre de 2022  | 0,1        | 0,74                 | 0,1         | 0,68                     | 0,2           | 1,43                       |
| 6   | «Something There That Wasn't There Before» | 10 de noviembre de 2022 | 0,1        | 0,77                 | 0,1         | 0,60                     | 0,2           | 1,37                       |
| 7   | «Just Desserts»                            | 17 de noviembre de 2022 | 0,1        | 0,80                 | 0,1         | 0,57                     | 0,2           | 1,37                       |
| 8   | «Cry Uncle»                                | 12 de enero de 2023     | 0,1        | 0,74                 | 0,1         | 0,53                     | 0,2           | 1,27                       |
| 9   | «Buffering»                                | 19 de enero de 2023     | 0,1        | 0,76                 | 0,1         | 0,47                     | 0,2           | 1,23                       |
| 10  | «Blinded by the Light»                     | 26 de enero de 2023     | 0,1        | 0,76                 | —           | —                        | —             | —                          |
| 11  | «Past Is Prologue»                         | 16 de febrero de 2023   | 0,1        | 0,82                 | —           | —                        | —             | —                          |
| 12  | «Best Laid Plans»                          | 23 de febrero de 2023   | 0,1        | 0,67                 | —           | —                        | —             | —                          |
| 13  | «The Deserters»                            | 2 de marzo de 2023      | 0,1        | 0,62                 | —           | —                        | —             | —                          |
| 14  | «False Flag Part One»                      | 23 de marzo de 2023     | 0,1        | 0,67                 | —           | —                        | —             | —                          |
| 15  | «False Flag Part Two»                      | 30 de marzo de 2023     | 0,1        | 0,60                 | —           | —                        | —             | —                          |
| 16  | «Daddy Was A Bank Robber»                  | 27 de abril de 2023     | 0,1        | 0,54                 | —           | —                        | —             | —                          |
| 17  | «It Writes Itself»                         | 4 de mayo de 2023       | 0,1        | 0,51                 | —           | —                        | —             | —                          |
| 18  | «It's a Nice Day for a Ranger Wedding»     | 11 de mayo de 2023      | 0,1        | 0,50                 | —           | —                        | —             | —                          |

#### Cuarta temporada
| N.º | Título                                 | Fecha de emisión    | ÍA (18–49) | Audiencia (millones) | DVR (18–49) | Audiencia DVR (millones) | Total (18–49) | Audiencia total (millones) |
| --- | -------------------------------------- | ------------------- | ---------- | -------------------- | ----------- | ------------------------ | ------------- | -------------------------- |
| 1   | «The Quiet»                            | 3 de abril de 2024  | 0,1        | 0,49                 | 0,1         | 0,59                     | 0,2           | 1,08                       |
| 2   | «Maybe it's Maybelline»                | 10 de abril de 2024 | 0,1        | 0,60                 | 0,1         | 0,47                     | 0,1           | 1,07                       |
| 3   | «Lessons From the Gift Shop»           | 17 de abril de 2024 | 0,1        | 0,51                 | —           | —                        | —             | —                          |
| 4   | «Insane B.S. and Bloodshed»            | 24 de abril de 2024 | 0,0        | 0,55                 | —           | —                        | —             | —                          |
| 5   | «We've Been Here Before»               | 1 de mayo de 2024   | 0,1        | 0,46                 | —           | —                        | —             | —                          |
| 6   | «We All Fall Down»                     | 8 de mayo de 2024   | 0,1        | 0,38                 | —           | —                        | —             | —                          |
| 7   | «Hold Me Now»                          | 15 de mayo de 2024  | 0,1        | 0,47                 | —           | —                        | —             | —                          |
| 8   | «Witt's End»                           | 22 de mayo de 2024  | 0,1        | 0,36                 | —           | —                        | —             | —                          |
| 9   | «A History of Horrors and Other Tales» | 29 de mayo de 2024  | 0,1        | 0,57                 | —           | —                        | —             | —                          |
| 10  | «End This Way»                         | 5 de junio de 2024  | 0,1        | 0,56                 | —           | —                        | —             | —                          |
| 11  | «Let's Go, Lets Go»                    | 12 de junio de 2024 | 0,1        | 0,50                 | —           | —                        | —             | —                          |
| 12  | «Letting Go»                           | 19 de junio de 2024 | 0,1        | 0,56                 | —           | —                        | —             | —                          |
| 13  | «See You Sometime»                     | 26 de junio de 2024 | 0,1        | 0,55                 | —           | —                        | —             | —                          |